# Sielsowiet Koroby
Sielsowiet Koroby (s. korobski, biał. Карабоўскі сельсавет, ros. Коробовский сельсовет) – sielsowiet na Białorusi w obwodzie witebskim, w rejonie głębockim.

## Historia
W dwudziestoleciu międzywojennym większość miejscowości sielsowietu należała do gminy wiejskiej Głębokie w powiecie dziśnieńskim (25 miejscowości) lub gminy wiejskiej Norzyca w powiecie postawskim (12 miejscowości) w województwie wileńskim II Rzeczypospolitej.
12 października 1940 roku utworzono sielsowiet Tumasze w rejonie głębockim, obwodzie wilejskim (od 20 września 1944 roku – połocki, od 8 stycznia 1954 roku – mołodeczańskim, od 20 stycznia 1960 roku – witebskim). 19 lutego 1971 roku sielsowiet przemianowano na Koroby.

## Skład
Centrum sielsowietu jest agromiasteczko Koroby 2.
W skład sielsowietu wchodzi 37 miejscowości: 
| Polska nazwa miejscowości | Nazwa białoruska                  | Nazwa rosyjska                    | Typ jednostki osadniczej |
| ------------------------- | --------------------------------- | --------------------------------- | ------------------------ |
| Bielewicze                | Белевічы (Bielewiczy)             | Белевичи (Bielewiczi)             | wieś                     |
| Błyszki                   | Блышкі (Błyszki)                  | Блышки (Błyszki)                  | chutor                   |
| Dzierkowszczyzna          | Дзеркаўшчына (Dzierkauszczyna)    | Дерковщина (Dierkowszczina)       | wieś                     |
| Gińki                     | Гінькі (Hińki)                    | Гиньки (Gińki)                    | wieś                     |
| Girstuny                  | Гірстуны (Hirstuny)               | Гирстуны (Girstuny)               | wieś                     |
| Hulidowo                  | Гулідава (Hulidawa)               | Гулидово (Gulidowo)               | wieś                     |
| Husakowo                  | Гусакова (Husakowa)               | Гусаково (Gusakowo)               | wieś                     |
| Konstantynowo             | Канстанцінава (Kanstancinawa)     | Константиново (Konstantinowo)     | wieś                     |
| Koroby 1                  | Карабы 1 (Karaby 1)               | Коробы 1 (Koroby 1)               | wieś                     |
| Koroby 2                  | Карабы 2 (Karaby 2)               | Коробы 2 (Koroby 2)               | agromiasteczko           |
| Kwacze                    | Квачы (Kwaczy)                    | Квачи (Kwaczi)                    | wieś                     |
| Lichobołocie              | Ліхабалоцце (Lichabałoccie)       | Лихоболотье (Lichobołotje)        | wieś                     |
| Łapiszki                  | Лапішкі (Łapiszki)                | Лапишки (Łapiszki)                | wieś                     |
| Łaskowszczyzna            | Ласкаўшчына (Łaskauszczyna)       | Ласковщина (Łaskowszczina)        | wieś                     |
| Łatyhol                   | Латыгаль (Łatyhal)                | Латыголь (Łatygol)                | wieś                     |
| Łowce                     | Лаўцы (Łaucy)                     | Ловцы (Łowcy)                     | wieś                     |
| Niedźwiadki               | Мядзвёдкі (Miadzwiodki)           | Медвёдки (Miedwiodki)             | wieś                     |
| Olchowiki                 | Альховікі (Alchowiki)             | Ольховики (Olchowiki)             | wieś                     |
| Paczki                    | Пачкі (Paczki)                    | Пачки (Paczki)                    | wieś                     |
| Podkrajewszczyzna         | Падкраеўшчына (Padkrajeuszczyna)  | Подкраевщина (Podkrajewszczina)   | wieś                     |
| Przechody                 | Праходы (Prachody)                | Проходы (Prochody)                | wieś                     |
| Rudakowo                  | Рудакова (Rudakowa)               | Рудаково (Rudakowo)               | wieś                     |
| Sakowicze                 | Сакавічы (Sakawiczy)              | Саковичи (Sakowiczi)              | wieś                     |
| Sazonowszczyzna           | Сазонаўшчына (Sazonauszczyna)     | Сазоновщина (Sazonowszczina)      | wieś                     |
| Sturowszczyzna            | Стураўшчына (Sturauszczyna)       | Стуровщина (Sturowszczina)        | wieś                     |
| Szarabaje Nowe            | Новыя Шарабаі (Nowyja Szarabai)   | Новые Шарабаи (Nowyje Szarabai)   | wieś                     |
| Szarabaje Stare           | Старыя Шарабаі (Staryja Szarabai) | Старые Шарабаи (Staryje Szarabai) | wieś                     |
| Szuniowce                 | Шунеўцы (Szunieucy)               | Шуневцы (Szuniewcy)               | wieś                     |
| Tumasze                   | Тумашы (Tumaszy)                  | Тумаши (Tumaszy)                  | wieś                     |
| Wołkowszczyzna            | Воўкаўшчына (Woukauszczyna)       | Волковщина (Wołkowszczina)        | wieś                     |
| Wołyń                     | Валынь (Wałyń)                    | Волынь (Wołyń)                    | wieś                     |
| Wyszadki                  | Вышадкі (Wyszadki)                | Вышедки (Wyszedki)                | wieś                     |
| Załawki                   | Залаўкі (Załauki)                 | Залавки (Załawki)                 | wieś                     |
| Zarubino                  | Зарубіна (Zarubina)               | Зарубино (Zarubino)               | wieś                     |
| Zawaraty                  | Завараты (Zawaraty)               | Завороты (Zaworoty)               | wieś                     |
| Ziewalicze                | Зявалічы (Ziawaliczy)             | Зеваличи (Ziewaliczi)             | wieś                     |
| Żurawniowo                | Жураўнёва (Żurauniowa)            | Журавнёво (Żurawniowo)            | wieś                     |